# Sinfonie B (Haydn)
Die Sinfonie B-Dur Hoboken-Verzeichnis I:108 komponierte Joseph Haydn um 1762. Entgegen ihrer hohen Nummer handelt es sich um ein frühes Werk und trägt daher auch die Nummernbezeichnung „B“.

## Allgemeines

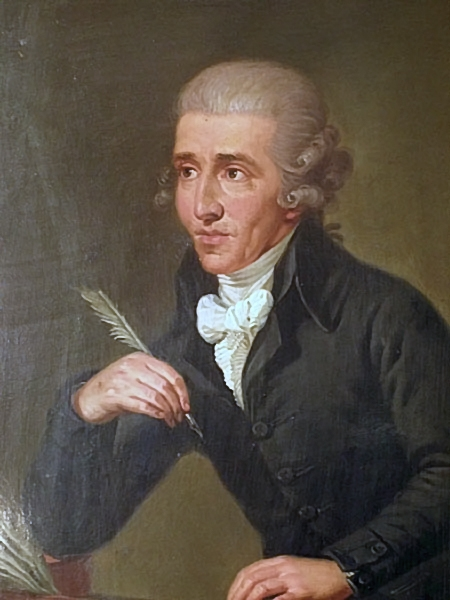
Joseph Haydn (Gemälde von Ludwig Guttenbrunn, um 1770)

Die Sinfonie „B“ komponierte Joseph Haydn wahrscheinlich um 1762. Das Werk wird in alten Abschriften „Partita“ genannt und wurde wahrscheinlich deswegen von der älteren Haydn-Forschung nicht zu den Sinfonien gerechnet. Da Haydn die Komposition im Verzeichnis seiner Werke aus dem Jahr 1805 jedoch unter den Sinfonien als „Nr. 7“ eintrug, wird sie heute mit zu den Sinfonien gezählt und mit der Nummer „B“ (nach der Bezeichnung im Haydn-Buch von Howard Chandler Robbins Landon) oder „108“ (in Anlehnung an die Nummerierung im Hoboken-Verzeichnis) bezeichnet. Die Sinfonie „B“ wurde zuerst 1934 herausgegeben als „unbekannte Partita in B-dur“.

„Gegenüber anderen frühen Sinfonien ist diese B-dur-Sinfonie besonders stark geprägt vom Nebeneinander altertümlicher und „moderner“ Züge.“

Peter Brown hebt die „Miniatur-Sinfonie“ als bis dahin gelungensten Beitrag Haydns zum Genre der (Kammer-)Sinfonie hervor: Wenn Paul Anton Esterházy das Werk gehört hätte, hätte er sicherlich Haydn für die Leitung seiner Kammermusik anstellen wollen.

## Zur Musik
Besetzung:  zwei Oboen, zwei Waldhörner, zwei Violinen, Viola, Violoncello, Kontrabass. Zur Verstärkung der Bass-Stimme wurde damals auch ohne gesonderte Notierung ein Fagott eingesetzt. Über die Beteiligung eines Cembalo-Continuos in Haydns Sinfonien bestehen unterschiedliche Auffassungen.
Aufführungszeit: ca. 15 Minuten (je nach Tempo und nach Einhalten der vorgeschriebenen Wiederholungen)
Bei den hier benutzten Begriffen der Sonatensatzform ist zu berücksichtigen, dass dieses Schema in der ersten Hälfte des 19. Jahrhunderts entworfen wurde (siehe dort) und von daher nur mit Einschränkungen auf ein um 1762 komponiertes Werk übertragen werden kann. – Die hier vorgenommene Beschreibung und Gliederung der Sätze ist als Vorschlag zu verstehen. Je nach Standpunkt sind auch andere Abgrenzungen und Deutungen möglich.

### Erster Satz: Allegro molto
B-Dur, 4/4-Takt, 48 Takte
Das Allegro molto  ist mit seinen 48 Takten ungewöhnlich kurz. Im ersten Thema (Hauptthema, ein zweites Thema fehlt) entsteht durch die Triller und die in gleichmäßigen Achteln „gehende“ Bassfigur eine barocke Atmosphäre. Ab Takt 5 kommt dann  „eine neue, jugendliche Sprache zum Durchbruch“ , indem die Violinen mit Akzenten versehenes Tremolo spielen, zu denen die Bläser kurze Einwürfe geben. Nach aufstrebenden, auftaktig-rhythmischen Floskeln und einer Aneinanderreihung der Trillerfigur vom Satzanfang setzt bereits die Schlussgruppe in der Dominante F-Dur ein, die in Sekunden fallende Sechzehntelketten enthält und ganz am Ende der Exposition nochmals die rhythmische Floskel aufgreift.
Der Mittelteil („Durchführung“) beginnt mit dem ersten Thema in F-Dur. Mit der Tremolopassage wechselt Haydn nach g-Moll und sequenziert von hier aus eine Kombination aus Skalenlauf und Trillerfigur abwärts, die in Takt 28 wiederum in g-Moll endet. Über die rhythmische Floskel wechselt Haydn dann über Es-Dur zurück zur Tonika B-Dur, in der in Takt 33 die Reprise einsetzt. Diese ist gegenüber der Exposition verkürzt, indem die fünftaktige Passage mit rhythmischer Floskel und Trillerfigur durch eine zweitaktige aufstrebende Geste ersetzt ist. Beide Satzteile (Exposition sowie Durchführung und Reprise) werden wiederholt.

### Zweiter Satz: Menuetto: Allegretto
B-Dur, 3/4-Takt, mit Trio 56 Takte
Das Thema des Menuetts ist in seiner ersten Hälfte durch den Dialog zwischen Streichern und solistischen Bläsern geprägt, die beide Motive mit Auftakt (dieser im punktierten Rhythmus) spielen. Die Streicher wiederholen ihr Motiv, anschließend beenden Oboen und Streicher zusammen den ersten Teil, wobei der punktierte Rhythmus dominiert. Zu Beginn des zweiten Teils wird das Auftaktmotiv im Wechsel von hoher und tiefer Lage weitergeführt, dann beruhigt sich das Geschehen über einem Orgelpunkt auf F. In Takt 19 wird der erste Teil wieder aufgegriffen, wobei dessen zweite Hälfte variiert ist.
Im Trio tritt das solistische Fagott in einen Dialog mit den Streichern. Im ersten Teil (der wie im Menuett zehntaktig ist) bekräftigt das Fagott die durch die Streicherwendung vorgestellte Tonart Es-Dur mit einer wiederholten Vorhaltsfigur. Im zweiten Teil sequenziert es eine kleine Figur abwärts, ehe der erste Teil wiederholt wird. Howard Chandler Robbins Landon fühlt sich beim Fagottsolo an das Trio aus der Sinfonie Nr. 6 erinnert.

### Dritter Satz: Andante
g-Moll, 6/8-Takt, 35 Takte

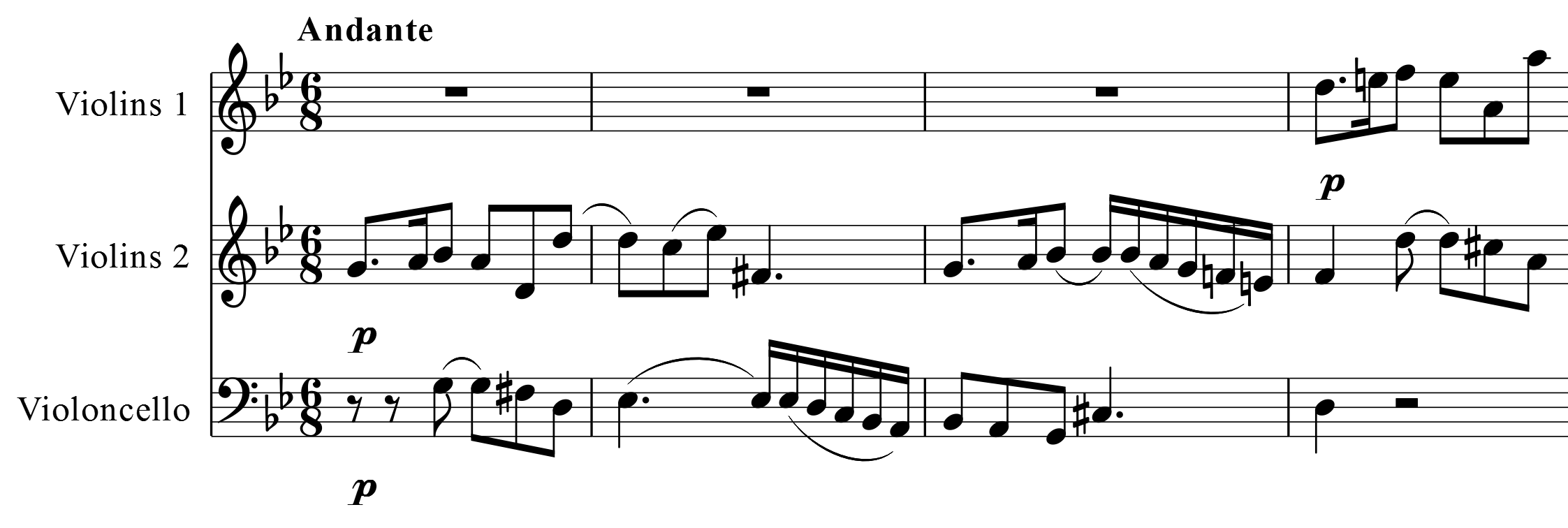
Beginn des Andante

Das Andante ist nur für Streicher und durchweg piano gehalten. Es beginnt wie bei einer Fuge mit dem Hauptthema im versetzten Einsatz: Die 2. Violine fängt mit der Stimmführung an, dazu folgen Viola und Bass im Kontrapunkt (Takt 1 bis 4). In Takt 4 wiederholt die 1. Violine das Thema eine Quinte höher, während nun die 2. Violine den Kontrapunkt spielt. In Takt 7 setzen Viola und Bass ein, während der Kontrapunkt von der 1. Violine aufgegriffen wird. Der Satzanfang erinnert daher und von seiner Besetzung an eine barocke Triosonate. Auch der weitere Verlauf ist von barocken Techniken (insbesondere Sequenzen) bestimmt und erhält  „fast ein Händelsches Gepräge“ : In Takt 11 fängt ein mehr sanglicher Dialog zwischen hohen und tiefen Streichern in B-Dur mit ausholender Wendung in Sechzehnteln an. Die Sechzehntelbewegung läuft dann in der 2. Violine weiter, während 1. Violine und Viola / Bass ein Oktavsprungmotiv im Abstand von Dezimen spielen. Sechzehntelbewegung und Oktavsprungmotiv werden abwärts sequenziert. Beide können aus dem Hauptthema abgeleitet werden.
Der zweite Teil greift zunächst den Kopf von Anfangsthema in B-Dur auf und sequenziert dann zweimal Varianten der vorigen Passage mit dem Oktavsprungmotiv abwärts. Die Reprise ab Takt 27 fängt mit dem Thema in g-Moll an, wobei nun der Bass um einen Takt versetzt einsetzt und die 1. Violine einen Liegeton spielt. Die Dialogfigur zwischen hohen und tiefen Streichern ist ausgedehnt, dafür ist die Passage mit dem Oktavsprungmotiv ausgelassen. Beide Satzteile (Exposition sowie Durchführung und Reprise) werden wiederholt.

### Vierter Satz: Presto
B-Dur, 2/4-Takt, 96 Takte
Im Presto zeigen sich Haydns individuelle Züge stärker als in den anderen Sätzen, Howard Chandler Robbins Landon bezeichnet ihn sogar als deutlich origineller als die Presto-Schlusssätze anderer früher Sinfonien. Das erste Thema ist auftaktig und durch energische Achtelbewegung (zu Beginn in den Oberstimmen als Tonrepetition) sowie teilweise starke Intervallsprünge gekennzeichnet. Ab Takt 8 werden Tonrepetition und Achtelbewegung in einer sich aufschraubenden Figur verstärkt und zur Dominante F-Dur geführt. In F-Dur folgt dann das kontrastierende zweite Thema nur für die Violinen im Piano, das aus einer von Pausen unterbrochenen kurzen Melodie besteht. Der Rhythmus des Themas aus einem Viertel und zwei Achteln wird auch im anschließenden Forte-Einsatz aufgegriffen, ehe rasante Läufe die Exposition beenden.
Der Mittelteil („Durchführung“) führt den Kopf vom ersten Thema als Variante mit rhythmischer Floskel ausgehend von F-Dur nach B-Dur, Es-Dur und G-Dur. Mit der Unisono-Passage gelangt Haydn zurück zur Tonika und damit zur Reprise ab Takt 60. Diese ist wie die Exposition strukturiert. Beide Satzteile (Exposition sowie Durchführung und Reprise) werden wiederholt.